# Alfredo Possolo Hogan
Alfredo Possolo Hogan (Lisboa, 29 de novembro de 1830 - Lisboa, 16 de abril de 1865), foi um escritor e novelista português. 
Filho de Frederico Hogan de Mendonça e de Maria Emília Possolo.
Como modesto funcionário dos Correios que era, escrevia precipitadamente, facto que se reflete na abundância e nas deficiências da sua escrita.
Cultiva géneros muito diversos, desde o drama (O Último dos Jesuítas em Portugal, 1862) até à comédia satírica de costumes, como Não Despreze sem Saber (1861), O Marido no Prego (1861), ou de pendor histórico, como O dia 1.° de Dezembro de 1640 , publicado em 1862, passando pela simbiose dos dois géneros com A Máscara Social (1861) e A Vida em Lisboa (1861), este último título em parceria com Júlio César Machado. É-lhe igualmente atribuída a autoria de um romance publicado anonimamente em Lisboa, em 1854, A Mão do Finado, sequência de O Conde de Monte-Cristo de Alexandre Dumas.
A referida comédia heroica em três atos, O Dia 1º de Dezembro de 1640, escrita por ele em 1862, pretende homenagear patrioticamente "todos aqueles esforçados ânimos que levantaram a nossa bandeira".

## Obras
- Segredos do Coração E O Colono
- As Brasileiras
- Mistérios de Lisboa (1851)
- Dois Ângelos Ou Um Casamento Forçado (1851)
- Marco Túlio Ou O Agente dos Jesuítas (1853)
- A Mão do Finado (1854)
- Os Dissipadores (1858)
- A Vida Em Lisboa (1861, teatro, com Júlio César Machado adaptando o romance deste último)
- A Máscara Social (1861)
- Nem Tudo Que Luz É Oiro (1861)
- Não Despreze sem Saber (1861)
- O Marido no Prego (1861)
- O Último dos Jesuítas em Portugal, (1862)
- O Dia 1º de Dezembro De 1640 (1862)[4]